# ویلهلم واینبرگ
 ویلهلم واینبرگ (انگلیسی: Wilhelm Weinberg؛ ۲۵ دسامبر ۱۸۶۲ – ۲۷ نوامبر ۱۹۳۷) یک نسل‌شناس اهل آلمان بود.